# Vénance Konan

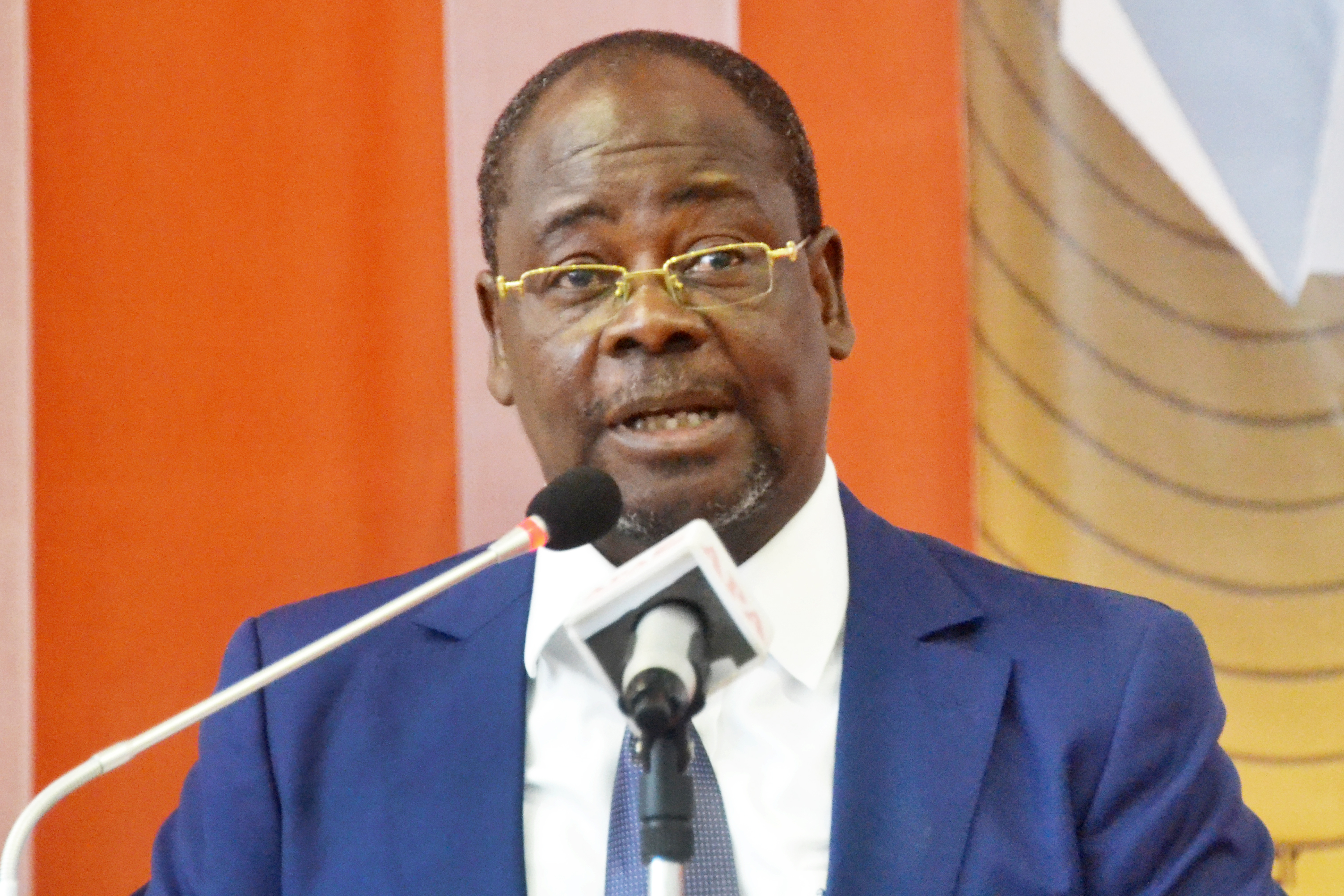
Vénance Konan

Vénance Konan (* 1958) ist ein Journalist und Autor aus der Elfenbeinküste.

## Leben
Konan studierte in Nizza Jura. Er war Chefredakteur des Ivoir'Soir und Mitarbeiter der Fraternité-Matin, der größten Tageszeitung der Elfenbeinküste. Heute schreibt er für verschiedene Zeitungen seiner Heimat und Frankreichs. Er veröffentlichte 2003 den Roman „Les prisonniers de la haine“, der sich gut verkaufte, 2011 das Buch „Chroniques afro-sarcastiques: 50 ans d'indépendance, tu parles!“ im Schweizer Verlag Marcel Favre.
2012 erhielt er den Grand Prix littéraire de l’Afrique noire für sein biographisches Werk Edem Kodjo, un homme, un destin über den togoischen Politiker und Autor Edem Kodjo.
Am 14. September 2021 wurde Venance Konan zum Vorsitzenden des Verwaltungsrats der Ivorian Broadcasting Corporation gewählt.

## Werke
- Les prisonniers de la haine (Abidjan 2003, „Die Gefangenen des Hasses“)
- Robert et les Catapila (Abidjan 2005, Erzählungen)
- Nègreries (Abidjan 2007, Erzählungen)
- Les Catapila, ces ingrats (Paris 2009, „Die Krabbelkäfer, diese Undankbaren“)
- Chroniques Afro-sarcastiques. 50 ans d'indépendance, tu parles! (Lausanne 2011, Favre)
- Edem Kodjo, un homme, un destin (2012)